# 瓜苏阵线

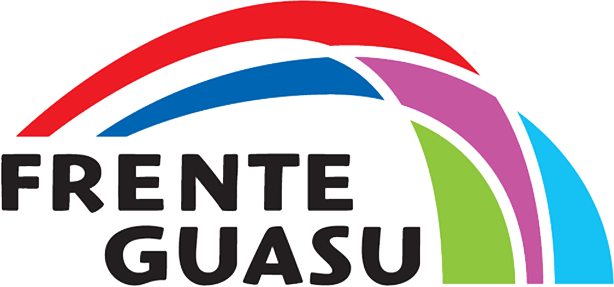
瓜苏阵线标志

瓜苏阵线（西班牙語：Frente Guasú，缩写为FG，“瓜苏”在瓜拉尼语中意为“大”）是巴拉圭的一个选举联盟。该联盟成立于2010年3月20日，由国家团结党、特科霍霍人民党、巴拉圭共产党、公民参与党等政党组成。该联盟的意识形态是社会主义、民主社会主义、社会民主主义、共产主义。该联盟的政治立场是中间偏左至左翼。该联盟的主席是卡洛斯·菲利佐拉，领袖是费尔南多·卢戈。该联盟的总部位于亚松森。该联盟是大革新全国联盟和圣保罗论坛的成员。